# Західний Єрусалим
31°46′55″ пн. ш. 35°13′10″ сх. д. / 31.7819° пн. ш. 35.2194° сх. д.

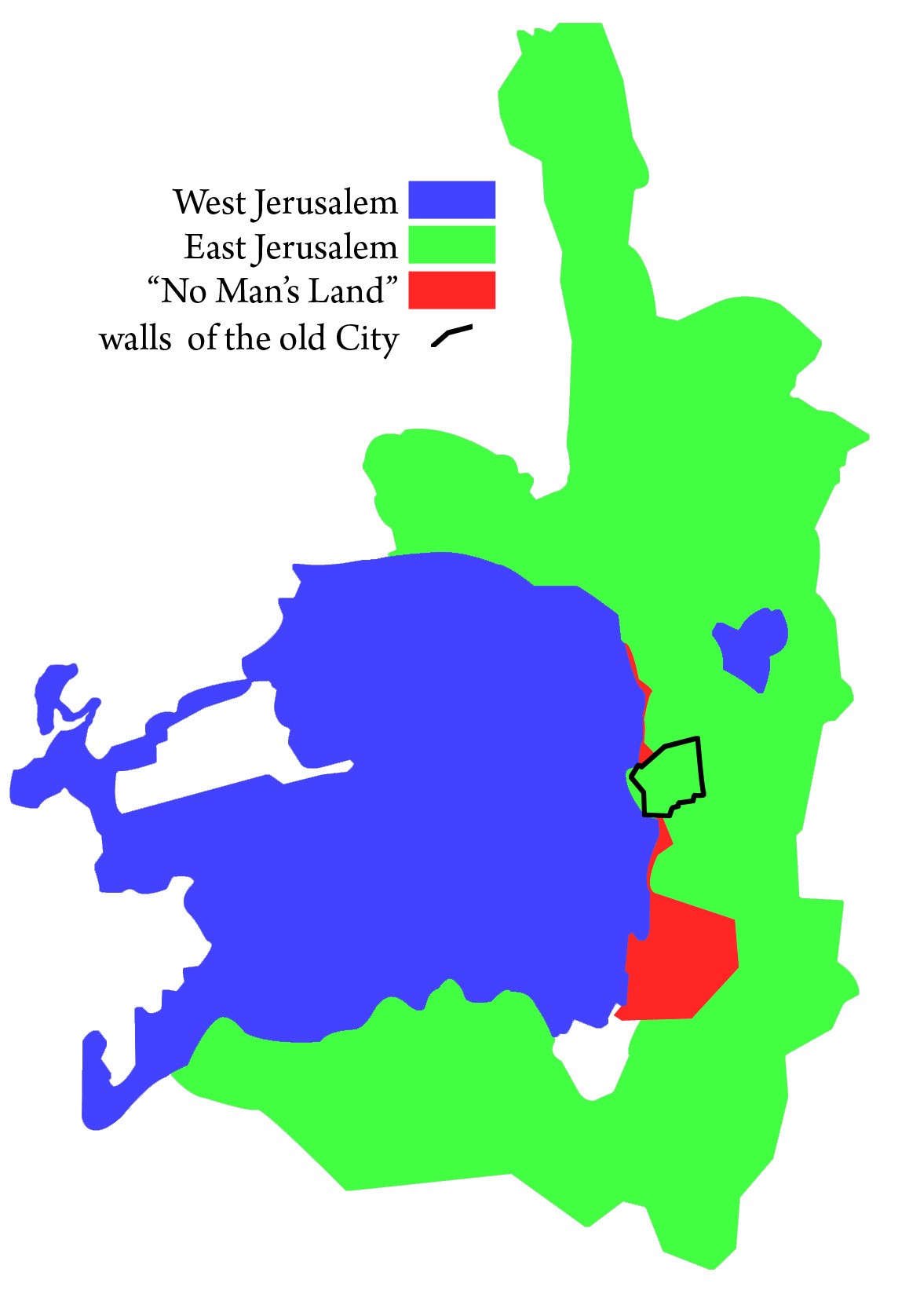
Зони контролю в Єрусалимі між 1948 і 1967 роками

Західний Єрусалим (івр. מַעֲרַב יְרוּשָׁלַיִם Ma'aráv Yerushaláyim; араб. القدس الغربية al-Quds al-Ġarbiyyah) належить до частини Єрусалиму, яка була під контролем Ізраїлю наприкінці арабо-ізраїльської війни 1948 року. Оскільки місто було розділене Зеленою лінією (колишній східний кордон Ізраїлю, встановлений Угодами про перемир'я 1949 року), Західний Єрусалим був офіційно визначений як аналог Східного Єрусалиму, який контролювався Йорданією. Хоча Ізраїль контролює весь Єрусалим після арабо-ізраїльської війни 1967 року, але кордони Західного Єрусалиму та Східного Єрусалиму залишаються де-юре міжнародно визнаними через їхнє значення для процесу визначення статусу Єрусалиму, який був одним з основних пунктів суперечок в арабо-ізраїльському та ізраїльсько-палестинському конфліктах. За деякими винятками, неподільний Єрусалим не є міжнародно визнаним суверенною територією ні Ізраїлю, ні Палестинської держави. Однак визнання ізраїльського суверенітету лише над Західним Єрусалимом більш широко сприймається як правдоподібна дипломатична позиція, оскільки ООН розглядає Східний Єрусалим як частину окупованого Ізраїлем Західного берега.

## Історія

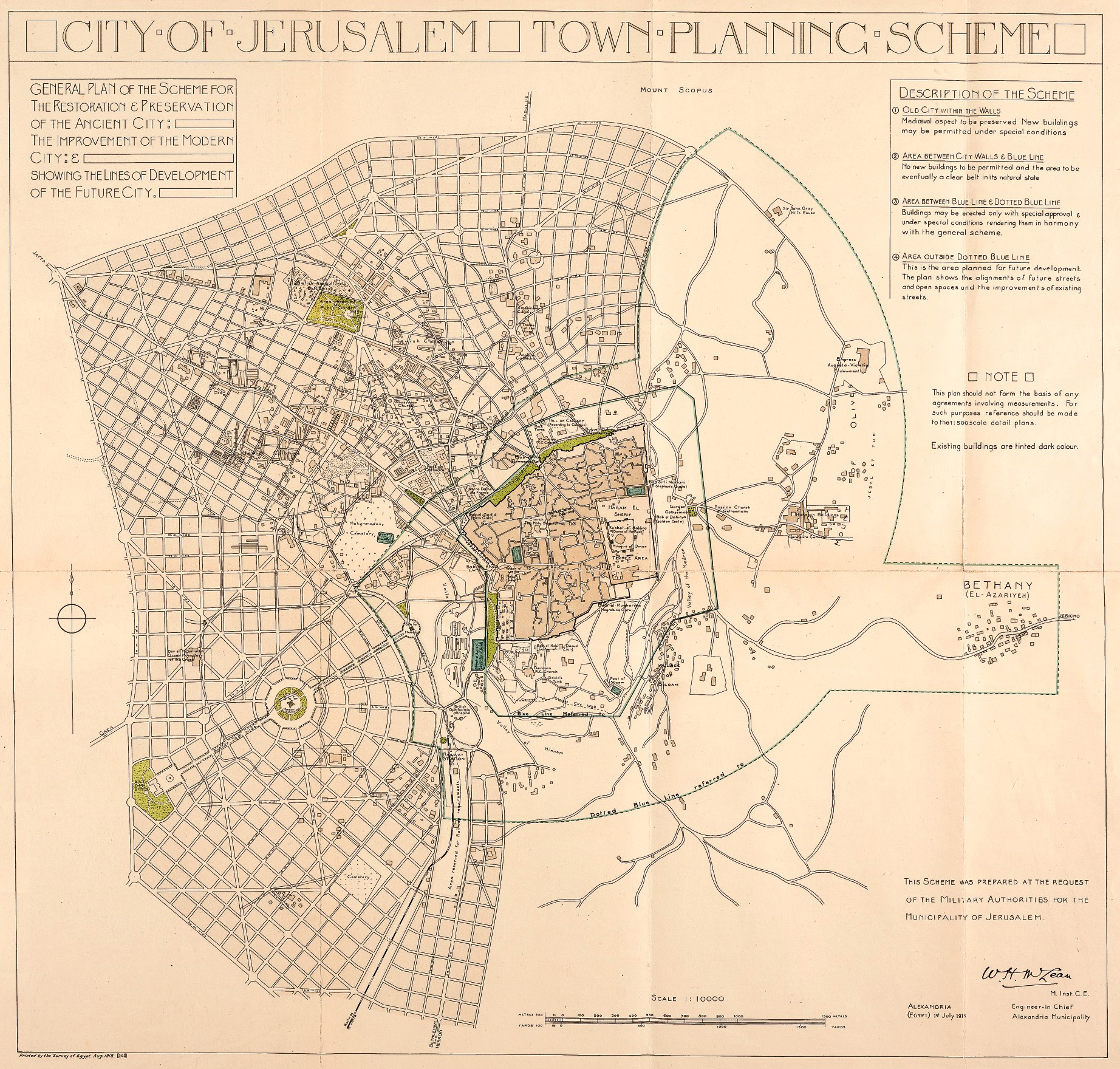
План Вільяма Макліна 1918 року був першою схемою міського планування Єрусалиму. Він заклав основи того, що стало Західним Єрусалимом і Східним Єрусалимом.

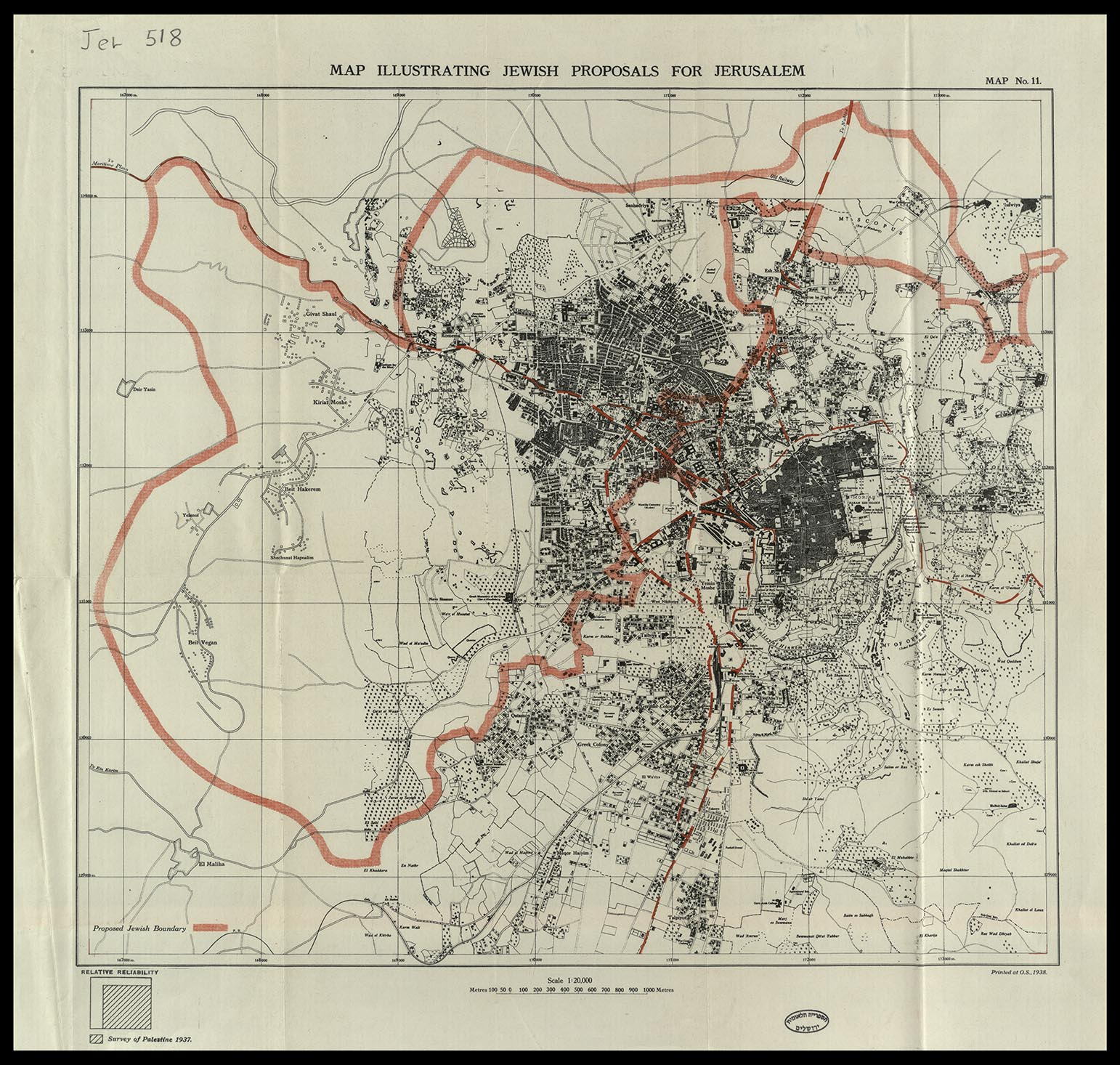
Карта, що ілюструє єврейські пропозиції щодо розділу Єрусалиму, представлені комісії Вудхеда 1938 року.

### До 1948 року: Єврейська колонія
Найпершими єврейськими поселеннями за межами міських стін були Меа Шеарім і Ємін-Моше.
У 1918 році Вільям Маклін запропонував перший громадський план розширення Єрусалиму на захід і південь.
До 1920-х років івритомовна єврейська громада сформувала «єврейську колонію» навколо району, пізніше відомого як Центральний трикутник Яффської вулиці, вулиці Бен-Єгуди та вулиці Короля Георга. 

### 1948 Арабо-ізраїльська війна
До війни в Палестині 1948 року територія Західного Єрусалиму включала одну з найбагатших арабських громад у регіоні, яка налічувала близько 28 000 осіб. У кінці бойових дій лише приблизно 750 неєвреїв залишилися в арабському секторі цього району, переважно греки в районі грецькій колонії. Після війни Єрусалим був розділений на дві частини: західна частина, з якої, за оцінками, втекли або були виселені 30 000 арабів, потрапила під владу Ізраїлю, тоді як Східний Єрусалим потрапив під владу Йорданії і був населений переважно палестинськими мусульманами та християнами. Йорданці виселили єврейську громаду з приблизно 1500 осіб зі Старого міста. Моше Саломон, командир батальйону «Морія» бригади Етціоні, описав масове пограбування, яке відбулося в арабському кварталі середнього класу Катамон:
«Всі були зметені, і рядові, і офіцери... Жадоба власності охопила всіх. Кожен дім обшукували, і люди знаходили в одних випадках продукцію, в інших цінні речі. Ця ненажерливість напала і на мене, і я майже не втримався... Важко уявити, які великі багатства були знайдені в усіх домівках... Я вчасно оволодів собою і втримав своє бажання... Командир батальйону, його заступник, вони всі не втрималися».
Після цього широкомасштабного пограбування ізраїльським установам вдалося зібрати близько 30 000 книг, переважно арабською мовою, присвячених ісламському праву, екзегетиці Корану та переклади європейської літератури, разом із тисячами творів із фондів церков і шкіл. Багато було вивезено з домівок палестинських письменників і вчених у Катамоні, Баці та Мусрарі.

### Розділення в 1949 році

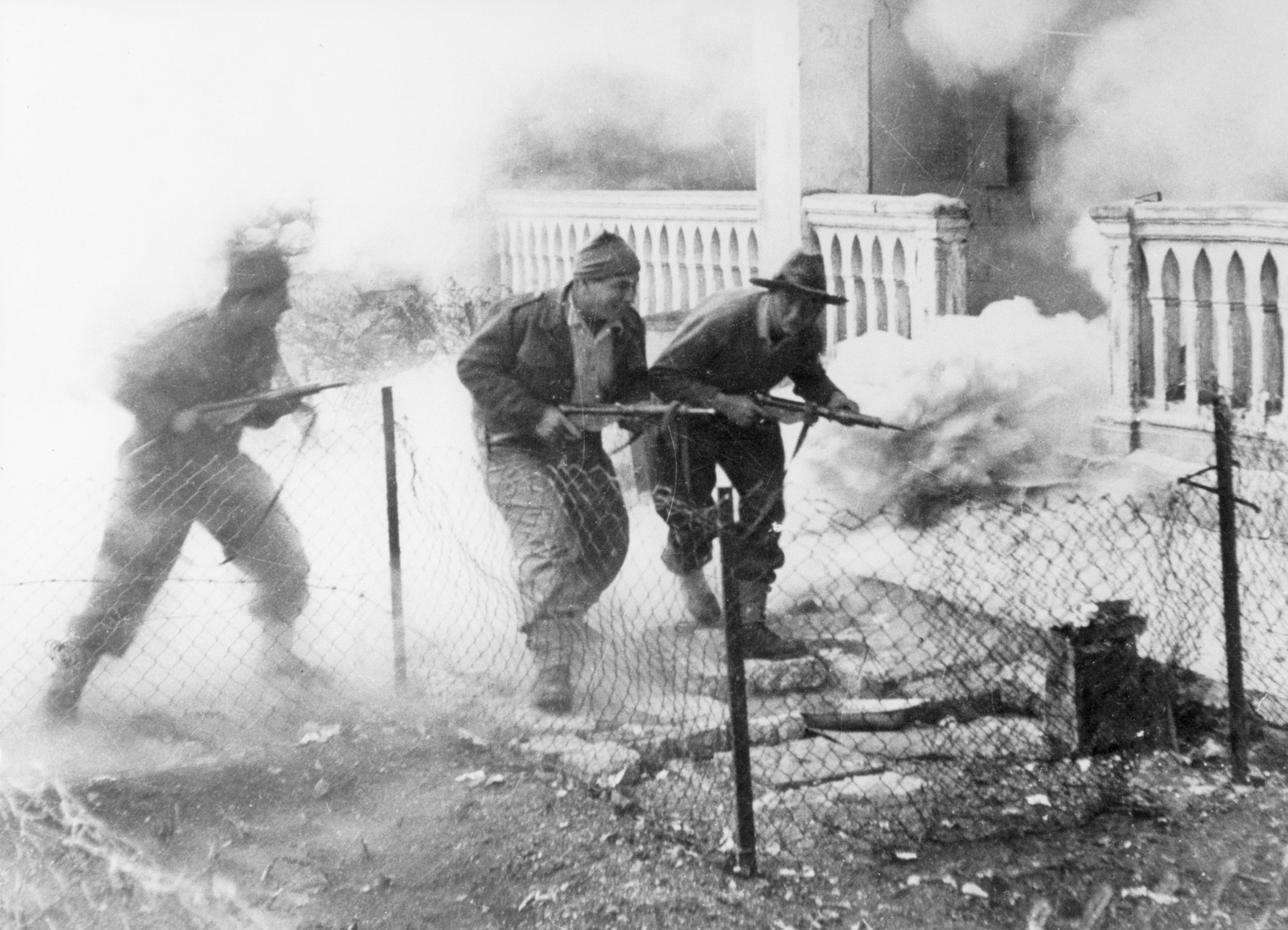
Солдати Пальмаху атакують арабські позиції в монастирі Святого Симеона («Сан-Симон») у Катамоні, Єрусалим, квітень 1948 року (реконструкція бою)

План поділу Палестини ООН передбачав «корпус сепаратум» для Єрусалиму та його околиць як міжнародного міста. У грудні 1949 року було офіційно прийнято рішення про перенесення установ уряду Ізраїлю в Єрусалим.
Араби, що жили в західних районах Єрусалиму, таких як Катамон або Малха, були змушені покинути їх; така ж доля спіткала євреїв у східних областях, включаючи Старе місто Єрусалиму та Сільван. Майже 33% землі в Західному Єрусалимі в домандатний період належали палестинцям, що ускладнювало виселеним палестинцям прийняти ізраїльський контроль на Заході. Кнесет (парламент Ізраїлю) ухвалив закони про передачу цієї арабської землі ізраїльським єврейським організаціям.
Єдиним східним районом міста, який залишався в руках Ізраїлю протягом 19 років правління Йорданії, була гора Скопус, де розташований Єврейський університет Єрусалиму, який утворив анклав у той період і тому не вважається частиною Східного Єрусалиму.

### Столиця Ізраїлю (1950)
Ізраїль визначив Західний Єрусалим своєю столицею у 1950 році. Ізраїльський уряд потребував значних інвестицій для створення робочих місць, будівництва нових державних установ, нового університету, Великої синагоги та будівлі Кнесету. Західний Єрусалим підпадає під дію закону та адміністративного ордонансу 1948 року, що підпорядковує Західний Єрусалим юрисдикції Ізраїлю. 6 грудня 2017 року адміністрація президента США Дональда Трампа оголосила про визнання Єрусалиму столицею Ізраїлю. 6 квітня 2017 року Росія офіційно визнала Західний Єрусалим столицею Ізраїлю. 6 грудня 2017 року Чехія визнала Єрусалим столицею. 15 грудня 2018 року Австралія офіційно визнала Західний Єрусалим столицею Ізраїлю, а 17 жовтня 2022 року знову відкликала його.

### Захоплення Східного Єрусалиму (1967)
Під час Шестиденної війни в червні 1967 року Ізраїль захопив східну частину міста і весь Західний берег. Протягом наступних років їхній контроль залишався слабким, міжнародна спільнота відмовлялася визнавати їхню владу, а самі ізраїльтяни не відчували себе в безпеці.
У 1980 році ізраїльський уряд анексував Східний Єрусалим і возз'єднав місто, але міжнародна спільнота не визнала цього. Населення Єрусалиму в основному залишалося відокремленим уздовж історичного поділу міста на схід і захід. Велике місто містить два населення, які «майже повністю економічно та політично відокремлені... кожне взаємодіє зі своїм окремим центральним діловим районом», що підтверджує аналіз того, що місто зберегло дуоцентричну структуру, на відміну від традиційної моноцентричної структури. 

## Комерційні центри
Основні комерційні центри єврейського Західного Єрусалиму включають: Центральний трикутник, Торговий центр Мамілла і Емек Рефаїм.

## Заклади дозвілля
Серед них стадіон Тедді і Сінема Сіті.

## Релігійні центри
До них належать Єрусалимська Велика синагога та Хейхал Шломо.

## Мери Західного Єрусалиму
- Дов Йосеф (військовий губернатор) (1948–1949)[31]
- Даніель Остер (1949–1950)[32][33]
- Залман Шраґай (1951–1952)[33][34]
- Іцхак Карів (1952–1955)[33][35]
- Гершон Агрон (1955–1959)[33][36]
- Мордехай Іш-Шалом (1959–1965)[33][37]
- Тедді Коллек (1965–1993)[33][38]
- Егуд Ольмерт (1993–2003)[33][39]
- Урі Луполянскі (2003–2008)[33][40]
- Нір Баркат (2008–2018)[41]
- Моше Ліон (2018 – тепер)[42]